# Dicranomyia cinereicapilla
Dicranomyia cinereicapilla là một loài ruồi trong họ Limoniidae. Chúng phân bố ở miền Australasia.